# Illa
|  | Per a altres significats, vegeu «Illa (desambiguació)». |

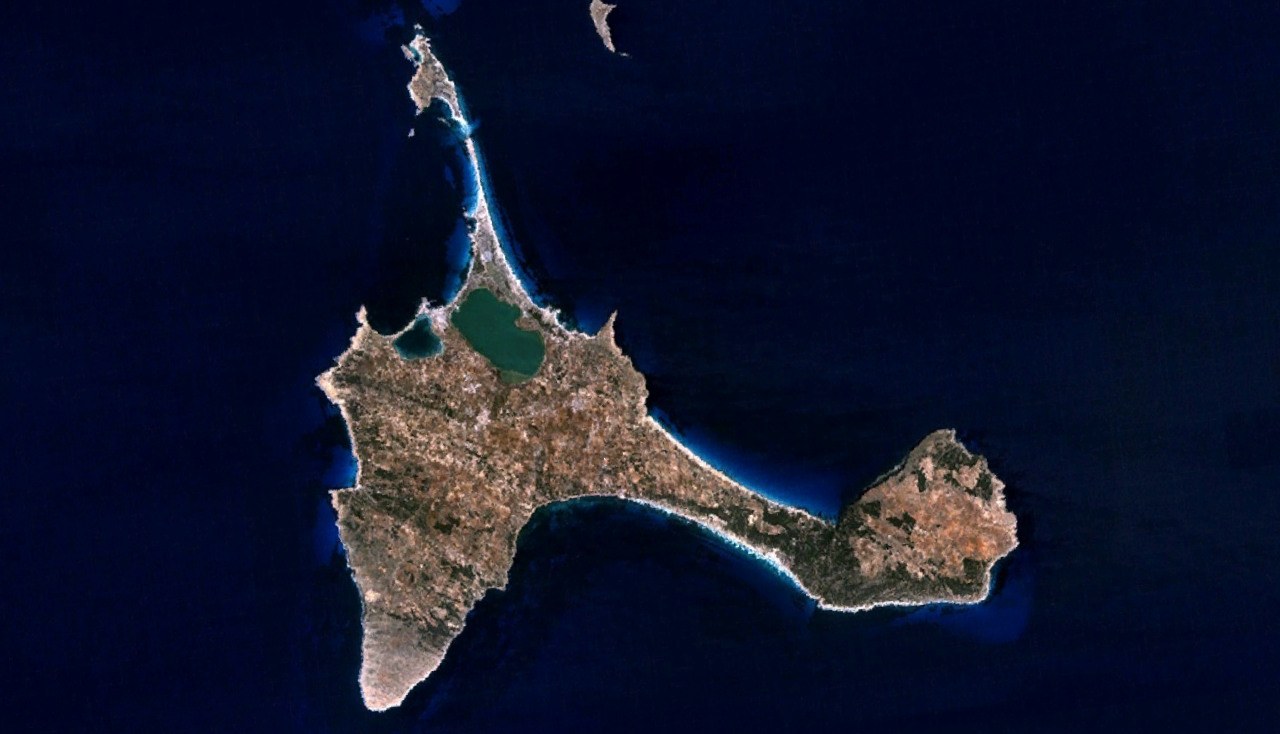
Vista de satèl·lit de l'illa de Formentera, situada a la mar Mediterrània

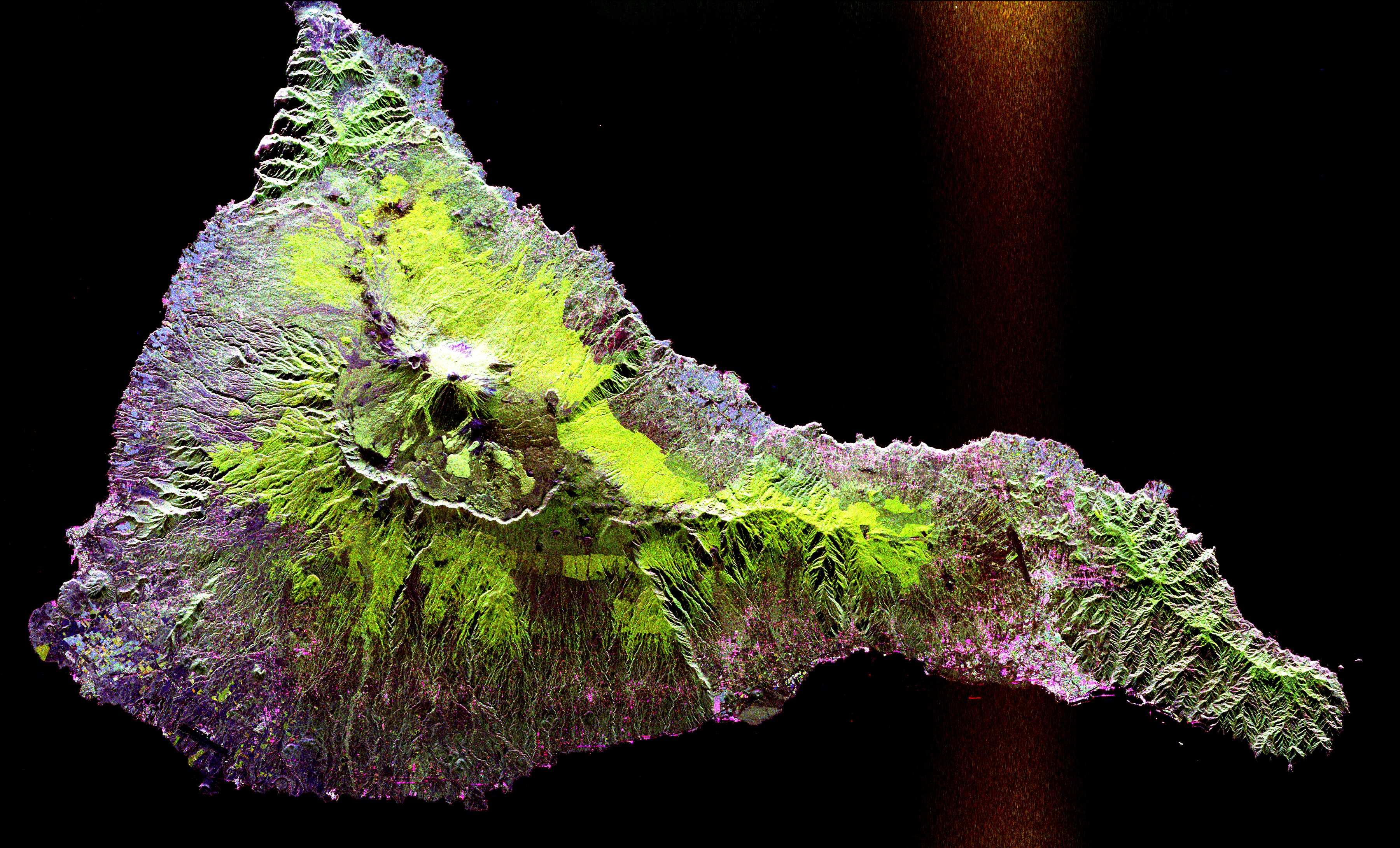
Relleu de Tenerife vist des de satèl·lit.

Una illa o ísola és un territori terrestre envoltat d'aigua, sigui de mar, de riu o de llacs. El que distingeix les illes marítimes dels continents és el fet que són d'unes dimensions inferiors.
Des del punt de vista dels territoris catalanoparlants, s'anomena simplement «les Illes» (o «ses Illes») el conjunt format per les illes Balears i Pitiüses.
Per a allò que pertany o relatiu a una illa o els seus habitants, s'utilitzen els adjectius «insular», «insulà» i «illenc», procedents els dos primers de l'etimologia de la paraula «illa», que es va formar a partir del vocable llatí insŭla.

## Origen de les illes
Les illes poden tenir diversos orígens (com l'erosió i la sedimentació), especialment les que es troben en mars i oceans. Poden evolucionar i augmentar de mida per dipòsits de sediments o per acumulació de material volcànic o orgànic. A vegades, poden ser formades per processos erosius en què una porció de terra roman separada d'un continent. L'augment del nivell del mar també provoca el sorgiment d'illes, quan se submergeixen les terres baixes i en resten separades les zones més altes de les illes.

## Illes continentals

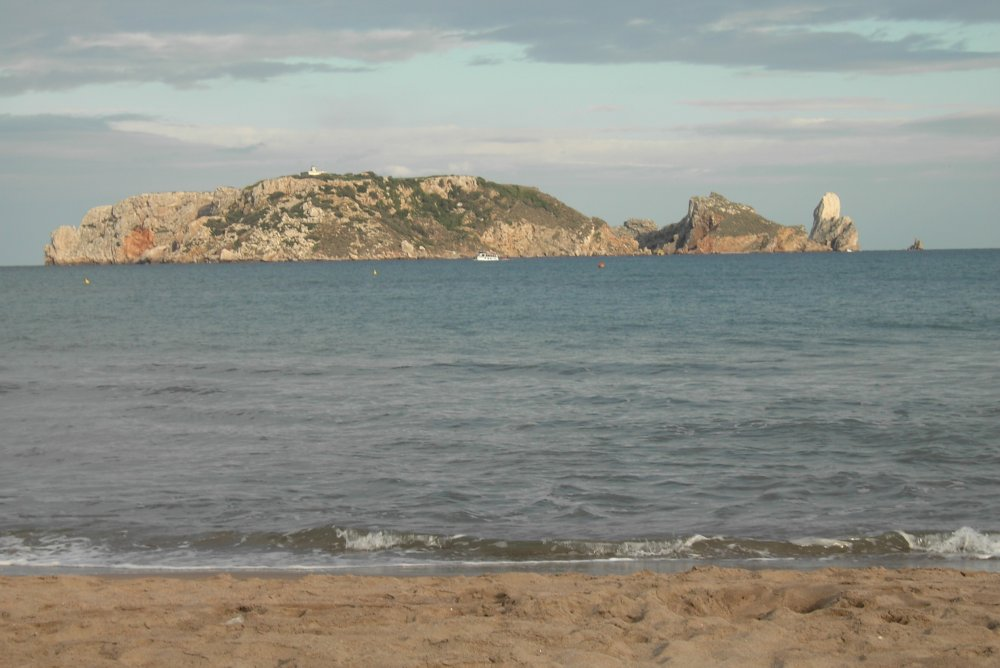
Les illes Medes des de l'Estartit

Aquestes illes són parts de terra connectades per la plataforma continental a un continent. Això significa que són part del continent adjacent i se situen a la seva plataforma continental.
Exemples d'aquesta mena d'illes:
- Madagascar, a l'Àfrica
- Groenlàndia, l'arxipèlag àrtic, l'illa de Vancouver o Terranova, a l'Amèrica del Nord
- Grenada, Trinitat o les Malvines, a l'Amèrica del Sud
- Cuba, Jamaica o la Hispaniola, al Carib
- Sumatra, Java, Borneo, Cèlebes, Sri Lanka o Taiwan, a l'Àsia
- la Gran Bretanya, les Balears, Sicília o Sjælland, a Europa
- Nova Guinea, Nova Zelanda, Tasmània o Nova Caledònia, a Oceania

Un altre cas són les illes que al seu torn són microcontinents, és a dir, porcions de Pangea que no es van fusionar amb els continents actuals. Madagascar es va separar de Gondwana fa al voltant de 165 milions d'anys al costat del subcontinent indi; del qual se'n va separar posteriorment, fa 65 milions d'anys. Se l'associa a Àfrica per la seva proximitat.

## Illes volcàniques

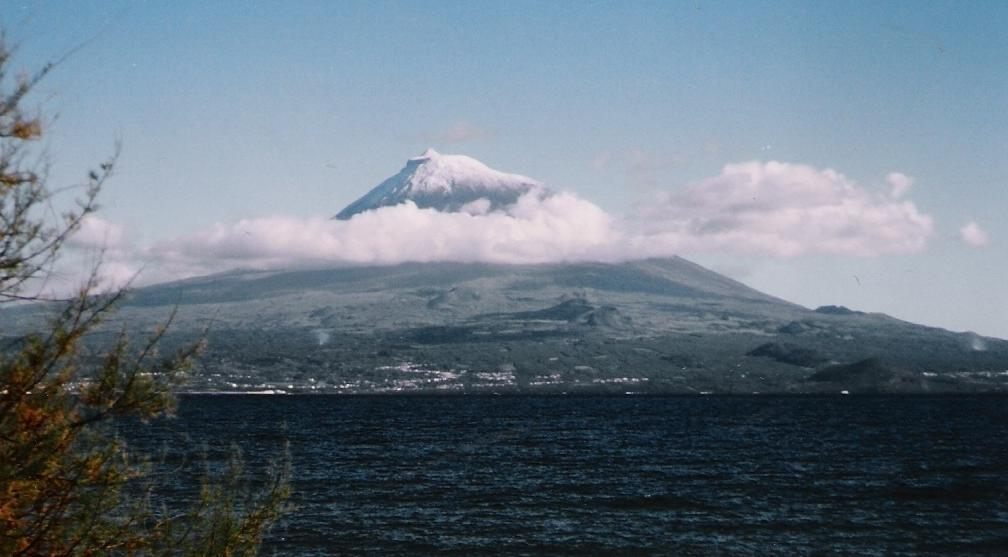
Volcà de l'illa de Pico, a les Açores

L'activitat volcànica que es produeix als fons oceànics té com a conseqüència la formació d'illes. Això sol relacionar-se amb el moviment de plaques a l'escorça terrestre.
Exemples d'aquesta mena d'illes:
- les Mariannes, les Aleutianes, les Kurils, l'arxipèlag japonès (amb el mont Fuji), Hawaii o l'illa de Pasqua, al Pacífic
- algunes de les Antilles (com Saint Lucia o Martinica), les illes Sandwich del Sud, Islàndia, les Canàries, les Açores, Madeira o Cap Verd, a l'Atlàntic
- Santorí o les illes Eòlies, a la Mediterrània

#### Arc insular a zona de subducció
Originat a conseqüència d'un procés de subducció, és a dir, quan una placa tectònica xoca contra una altra i llisca per sota exercint una gran pressió i elevant el terreny. Aquest procés dona lloc, al seu torn, a la formació de Volcans. Aquests pics volcànics formen una cadena d'illes paral·leles al límit de la placa. La forta fricció cap avall que produeix una placa tectònica en convergir amb l'altra, produeix en aquest lloc una fossa oceànica profunda. Aquesta fricció és també la causant de terratrèmols.
Exemples típics són:
- Antilles: formades pel contacte entre la placa del Carib amb les plaques americanes. Relacionada amb aquest procés s'ha format la fossa de Puerto Rico.

- Aleutianes: formades pel contacte entre la placa Nord-americana i la del Pacífic. La fossa oceànica associada té el mateix nom.
- La placa filipina en el seu contacte amb la del Pacífic i l'Asiàtica produeix les illes Filipines i moltes altres com les Marianes associades a la fossa de les Marianes, la més profunda del món.

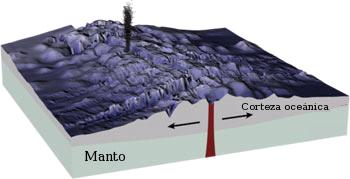
Esquema d'una dorsal oceànica

#### Dorsal oceànica
Les dorsals mitjà-oceàniques són elevacions submarines situades a la part mitjana dels oceans. Estan produïdes per vores divergents, que són els límits entre dues plaques contigües que se separen. Conformi les plaques se separen, ascendeix magma des del mantell terrestre i es formen volcans submarins. Alguns cims de les dorsals sobresurten per sobre del mar i formen illes volcàniques, com Islàndia, Santa Elena, Ascensió, Tristan da Cunha, a l'Atlàntic o l'Illa de Malpelo

Esquema d'un punt calent i la producció d'un arxipèlag mitjançant el moviment de la placa pel que fa al mantell.

#### Punts calents intraplaca
Els punts calents (de l'anglès hotspot) són àrees d'activitat volcànica alta amb relació als seus entorns. A diferència d'altres àrees de vulcanisme com les zones de subducció o les dorsals oceàniques (dorsals oceàniques) (on també hi ha punts calents), el vulcanisme dels punts calents intraplaca no està necessàriament associat a les parts limítrofs de les plaques tectòniques. Exemples d'aquest tipus d'illes són les Hawaii, Marqueses, Pitcairn, de la Societat (on és Tahití) a la placa del Pacífic; illes Cap Verd i Reunió en la placa africana.

## Illes coral·lines

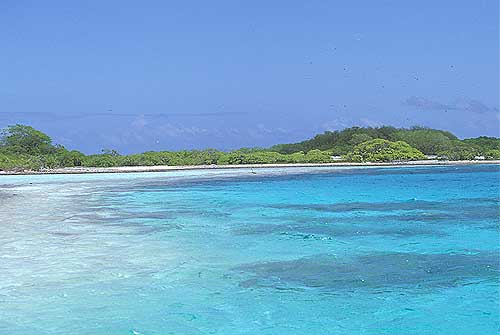
L'atol de Carolina, a Kiribati

Les illes i esculls coral·lins es troben en mars tropicals i subtropicals. Estan formades pels esquelets d'un grup d'organismes marins primitius, els coralls, quan el corall creix fins a arribar a la superfície de l'oceà, des de plataformes submarines no gaire profundes, que molt sovint són cons volcànics. Quan el con és completament submergit es forma un atol coral·lí. El corall deixarà de créixer fins a dalt quan arriba a la superfície; per aquest motiu aquestes illes són planes i baixes.
Exemples d'aquesta mena d'illes:
- les Maldives o les Seychelles, a l'Índic
- les Carolines, les Marshall, Kiribati o Tuvalu, al Pacífic

## Illes sedimentàries

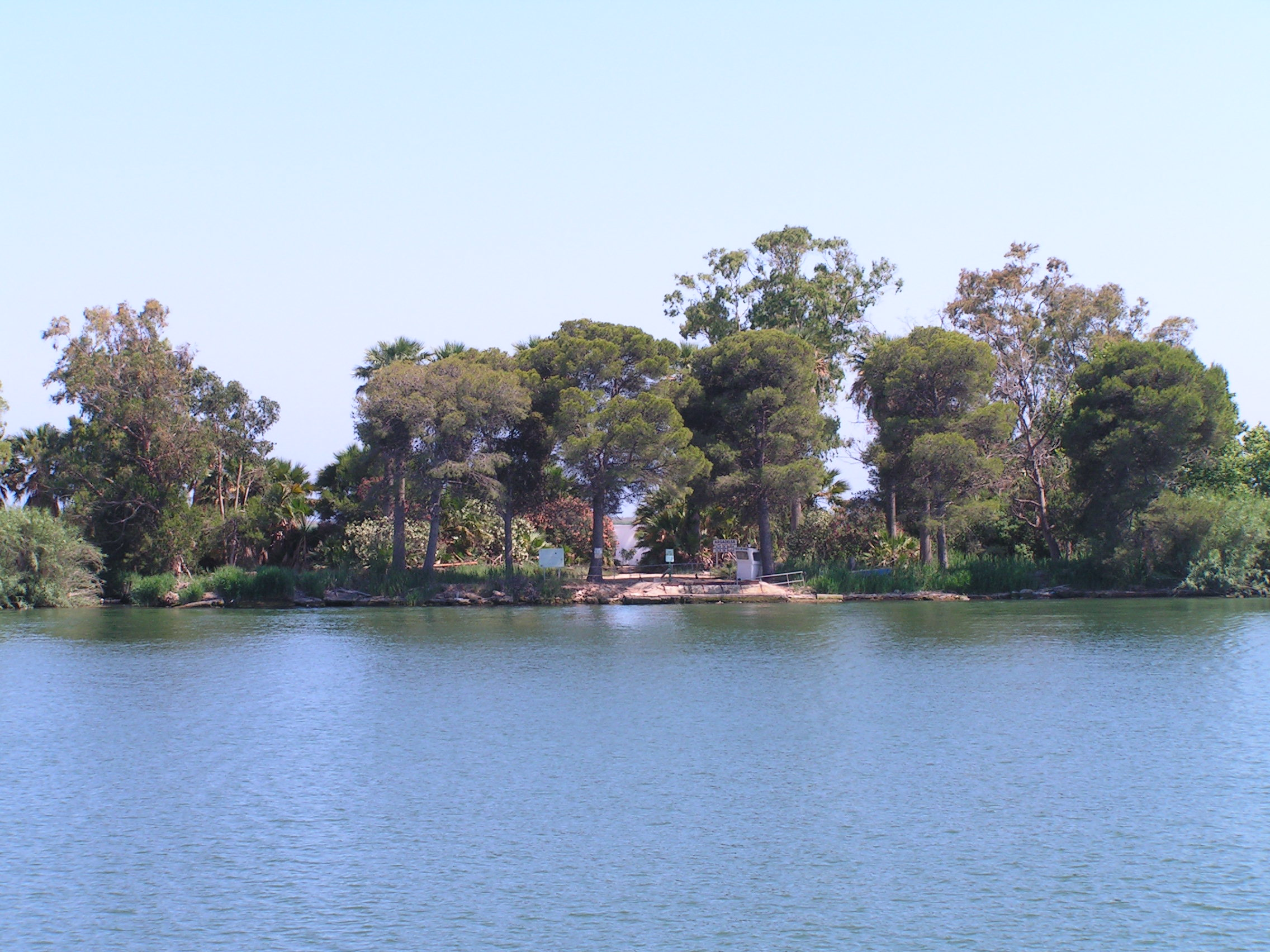
L'illa de Buda, al delta de l'Ebre

Aquestes illes, també anomenades maritimofluvials, es formen a la desembocadura de rius grans per l'acumulació de sorra, grava i llot, que són arrossegats pel corrent del riu. Aquests sediments es van dipositant en forma de monticles en estanys on el corrent perd velocitat. Aquestes illes formen un delta a la desembocadura del riu, com per exemple els deltes de l'Ebre (amb l'illa de Buda), el Ganges, el Mississipi, l'Orinoco, el Nil o el Paraná.
L'illa de Marajó, a la desembocadura de l'Amazones, és l'illa sedimentària més gran del món, amb una extensió semblant a la de Dinamarca (o a la suma de Catalunya, la Catalunya Nord i les Balears).

## Illes fluvials

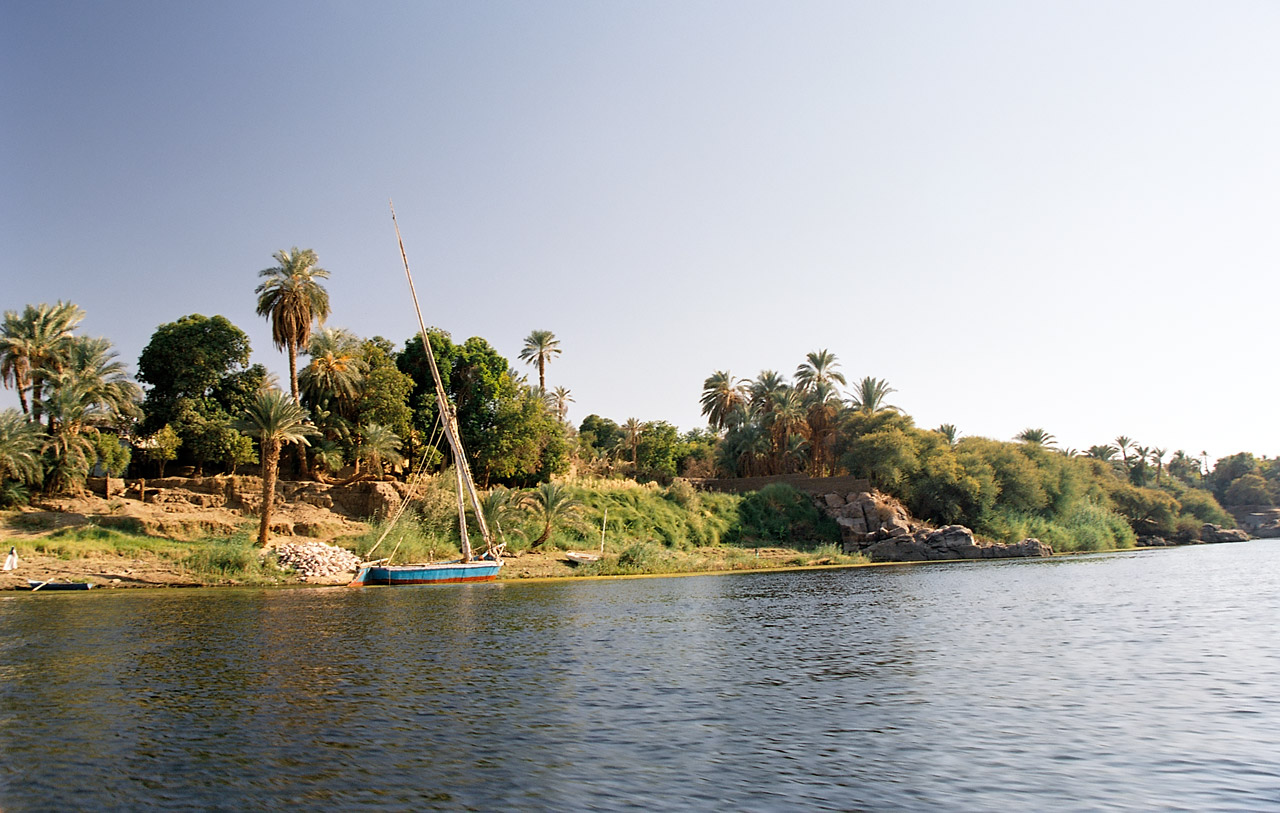
L'illa Elefantina, al Nil

Les illes fluvials es formen a partir de barres de sorra presents al canal central del riu, les partícules de les quals es componen de materials de mides diverses. L'avanç dels rius de caràcter meàndric i anastomòtic, amb tot de revolts i canals de comunicació, deixa una sèrie de crestes i depressions pantanoses que determinen la formació de diferents tipus de vegetació, com per exemple ambients de terra ferma, ambients inundables o ambients de transició entre aquests dos. Cada cresta representa el resultat de la migració del curs durant la formació d'una nova platja.
Les illes fluvials, en trobar-se delimitades per un riu i subjectes a la seva dinàmica d'inundació, presenten una sèrie de condicions ambientals específiques en àrees molt petites, producte de les diferències topogràfiques, cosa que obliga certes espècies animals i vegetals a adaptar-se a les condicions que comporta aquest dinamisme. Per exemple, els boscs inundats temporalment tenen característiques molt heterogènies en àrees petites; aquests boscs no són estables, car són subjectes a canvis causats pel creixement i l'avanç de la llera del riu.
Es considera que l'illa del Bananal, al centre del Brasil, és la major illa fluvial del món, amb una extensió lleugerament inferior a la del País Valencià.

## Illes menors dels Països Catalans
A banda de les tres grans illes balears d'Eivissa, Mallorca i Menorca als Països Catalans trobem les següents illes.

### Amb poblament estable
- Formentera a les Illes Balears
- Nova Tabarca al País Valencià.

### Sense poblament
- Cabrera i els diferents illots de les Illes Balears.
- Illes Medes, Illes Formigues, l'Illa des Freu, s'Adolitx, l'Illa de la Pedrosa, Messina, Massa d'Or i d'altres illots de Catalunya.
- Els Columbrets, Portixol, Illa del Descobridor i Illa de Benidorm al País Valencià.

## Illes artificials
Gairebé totes les illes de la Terra són naturals i han estat formades per forces tectòniques o erupcions volcàniques. Tanmateix, també existeixen illes artificials (fetes per l’home), com l’illa de la badia d’Osaka, situada a l’illa japonesa de Honshu, on es troba l'aeroport internacional de Kansai. Les illes artificials es poden construir utilitzant materials naturals (per exemple, terra, roca o sorra) o artificials (per exemple, lloses de formigó o residus reciclats). De vegades, les illes naturals s'amplien artificialment, com l’illa Vasilyevsky a la ciutat russa de Sant Petersburg, que va veure la seva costa occidental estesa cap a l’oest uns 0,5 km quan es va construir el port de passatgers de Sant Petersburg.
Les illes artificials de vegades es construeixen sobre una «elevació de la marea baixa» preexistent, una zona de terra naturalment formada que està envoltada i a sobre de l'aigua a la marea baixa, però submergida a la marea alta. Jurídicament no són illes i no tenen un mar territorial propi.

## Simbolisme
L'illa té una presència important a l'art i les creences religioses. El seu simbolisme és ambigu: d'una banda s'associa a les idees negatives d'aïllament, confinament i mort (de fet, algunes illes han estat usades com a presons, com la Illa d'Alcatraz, la Illa del Diable i El Frontón); de l'altra, és el lloc propici per situar un tresor (així, a L'illa del tresor de Robert Louis Stevenson), una societat perfecta (Atlàntida, Utopia) o el paradís (estada del bon salvatge o de les ànimes dels benaurats: Illes dels Benaventurats, Tir na nÓg, Àvalon). Sovint s'associen a la figura femenina, com succeeix a la Odissea, on Circe i Calipso, acollidores i perilloses alhora, són senyores de sengles illes, Eea i Ogígia.
La complexitat d'aquest simbolisme es presta a situar a les illes històries amb valor iniciàtic, on l'heroi ha d'afrontar un gran risc, enfrontant-se a dificultats de tota mena (monstres, trampes, temptacions, enemics) per assolir el coneixement de si mateix, la maduresa o un tresor material. La sèrie de televisió Lost (Perduts) és un exemple recent d'aquest tipus de narracions, que té el seu precedent en novel·les com Robinson Crusoe de Daniel Defoe, L'illa misteriosa de Jules Verne, La muntanya anàloga de René Daumal o El senyor de les mosques de William Golding.